# Mestonia
Mestonia is een geslacht van hooiwagens uit de familie Triaenonychidae.
De wetenschappelijke naam Mestonia is voor het eerst geldig gepubliceerd door Hickman in 1958. 

## Soorten
Mestonia omvat de volgende 2 soorten:
- Mestonia acris
- Mestonia picra